# Кока (Сеговія)
Кока (ісп. Coca) — муніципалітет в Іспанії, у складі автономної спільноти Кастилія-і-Леон, у провінції Сеговія. Населення — 2112 осіб (2010).
Муніципалітет розташований на відстані близько 110 км на північний захід від Мадрида, 44 км на північний захід від Сеговії.
На території муніципалітету розташовані такі населені пункти: (дані про населення за 2010 рік)
- Сіруелос-де-Кока: 71 особа
- Кока: 1954 особи
- Вільягонсало-де-Кока: 87 осіб

## Демографія
Динаміка населення (INE ):

## Галерея зображень

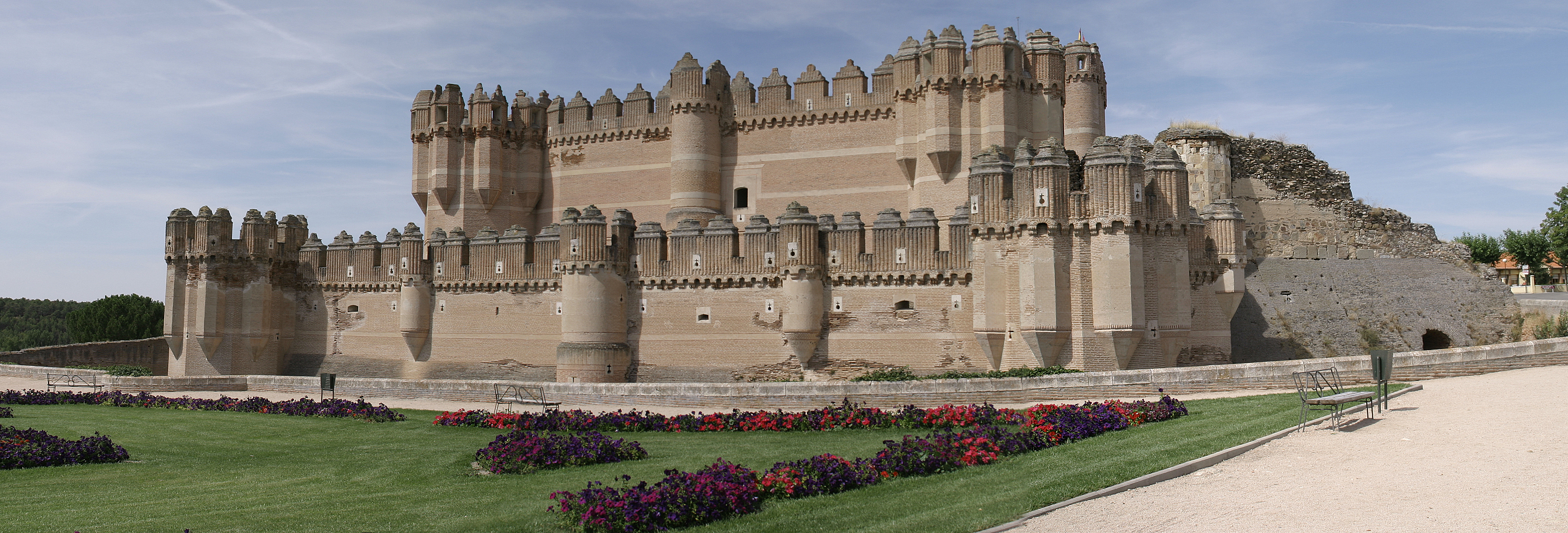
Кока, замок